# Вулиця Шевченка (Алмати)
Ву́лиця Тара́са Шевче́нка — одна з вулиць Алмати, знаходиться в центрі міста (паралельно до головного проспекту міста). Одна з найдавніших та найкрасивіших вулиць міста, на ній розташовані численні культурні пам'ятники та державні структури.